# Список серий мультсериала Sonic Underground
Sonic Underground (фр. Sonic le Rebelle, рус. Соник Андерграунд) — американско-французский мультсериал, созданный компанией DiC Entertainment в сотрудничестве с компанией Sega. Сюжет повествуюет о приключениях ежа Соника, его сестры и брата, ежихи Сони и ежа Мэника. Мультфильм в какой-то степени является продолжением мультсериала Sonic the Hedgehog и во многом повторяет его основную сюжетную линию. Мультфильм рассчитан на более молодую аудиторию, чем его предшественник и имеет гораздо более простой сюжет и формат.
Sonic Underground транслировался с 6 января по 23 мая 1999 года. Мультсериал состоит из 1 сезона, включающего в себя 40 серий и является незаконченным, так как аниматоры прекратили его выпуск, особо не развив сюжет. Всего в мультфильме планировалось 65 серий.

## Серии
| Номер серии | Название                                                                            | Сценарист                         | Дата оригинального показа |
| --- | ----------------------------------------------------------------------------------- | --------------------------------- | ------------------------- |
| |                                                                                     |                                   |                           |
| 01 | «Начало» «Beginnings (Origins: Part 1)»                                             | Бен Хёрст и Пэт Элли              | 6 января 1999             |
| Первая часть пилотного выпуска. Королева Алина рассказывает историю от том, как доктор Роботник захватил Мобиус, и как ей пришлось отказаться от своих троих детей: Соника, Мэника и Сони. Королева мечтает, что в один прекрасный день братья и сестра смогут восстать против Роботника и восстановить мир на планете. Песня: «Someday». Это одна из двух песен в мультсериале, которую Sonic Underground играют не на своих собственных музыкальных инструментах (вторая это «Where There’s A Will, There’s A Way»).            |                                                                                     |                                   |                           |
| 02 | «Попытаться понять тебя» «Getting to Know You (Origins: Part 2)»                    | Бен Хёрст и Пэт Элли              | 10 января 1999            |
| Вторая часть пилотного выпуска. Соник, Мэник и Соня объединяются и пробуют работать как единая команда, чтобы победить Роботника. Песня: «Working Together In Harmony». |                                                                                     |                                   |                           |
| 03 | «Гармония или что-то» «Harmony or Something (Origins: Part 3)»                      | Бен Хёрст и Пэт Элли              | 13 января 1999            |
| Третья и последняя часть пилотного выпуска. Соник, Мэник и Соня пытаются спасти оракула, которого собирается убить Роботник. Песня: «We’re All In This Together». |                                                                                     |                                   |                           |
| 04 | «Поймать королеву» «To Catch a Queen»                                               | Даг Бут                           | 17 января 1999            |
| Аргус, бывший капитан королевской охраны, организует тайную встречу с Алиной, но вскоре его похищают приспешники Роботника Слит и Динго. Соник и его команда решаются помочь Аргусу. Песня: «Have You Got The 411?» |                                                                                     |                                   |                           |
| 05 | «Мободун» «Mobodoon»                                                                | Питер Ханзингер                   | 20 января 1999            |
| Убегая от Слита и Динго, ежи оказываются в городе, которого не коснулась рука Роботника. После использования Камня Мощности, команда узнаёт, что это место в котором они родились. Мэник привязывается к месту настолько, что желает здесь остаться. Песня: «I Found My Home». |                                                                                     |                                   |                           |
| 06 | «Цена свободы» «The Price of Freedom»                                               | Марта Моран                       | 24 января 1999            |
| Соня отправляется на Восточный Мобиус; за ней следуют Соник и Мэник, получившие известие, что в этом районе была замечена королева Алина. Соня воссоедяется со своей старой подругой Минди ЛаТур и её отцом. Минди дарит Соне часы. Они не знают, что на самом деле часы — это устройство слежения, созданное Роботником. Благодаря им королевство Минди подвергается нападению роботов, запрограммированных на поимку ежей. Песня: «Money Can’t Buy». Единственная песня в мультсериале, которую исполняет не Sonic Underground. |                                                                                     |                                   |                           |
| 07 | «Маскарад сюрприза» «Underground Masquerade»                                        | Рик Мервин                        | 27 января 1999            |
| Мэник начинает возвращаться к своему старому пути, когда команда встречает группу воров во главе с Максом. В это время Слит и Динго готовятся к краже, а чтобы всё прошло удачно, они собираются обвинить в ней Мэника. Песня: «Let the Good Times Roll». |                                                                                     |                                   |                           |
| 08 | «Липкая паутина» «Tangled Webs»                                                     | Бен Хёрст и Пэт Элли              | 31 января 1999            |
| Соник встречается со своим старым другом Сайрусом. В то время как Соник считает, что Сайрус входит в группу Борцов за Свободу, он на самом деле работает на доктора Роботника, чтобы его отца не роботизировали. Однако когда он узнаёт, что команда создала «убежище» для детей, то разрушает коммуникатор Роботника. Теперь Соник, Соня и Мэник должны освободить своего лучшего друга. Песня: «The Children Light The Way». |                                                                                     |                                   |                           |
| 09 | «Самый глубокий страх» «The Deepest Fear»                                           | Майкл Эденс и Марк Эденс          | 3 февраля 1999            |
| Во время поездки в порт Мобиуса, Соник, Мэник и Соня узнают, что суда потопляются морским зверем. От капитана Свига ежи узнают, что горожане должны зависеть от Роботника, защищающего их от морского чудовища, хотя на самом деле корабли потопляет сам Роботник. Соник должен преодолеть свой страх воды и монстров, чтобы узнать всю правду и положить всему этому конец. Песня: «Face Your Fear». Эту песню исполняет только Соник.                                                                                           |                                                                                     |                                   |                           |
| 10 | «Кто ты как ты думашь» «Who Do You Think You Are?»                                  | Бен Хёрст и Пэт Элли              | 7 февраля 1999            |
| Группа Sonic Underground прибывают в Ташистан (англ. Tashistan), чтобы найти журнал королевы. Соня в это время теряет память и встречает Рафи, одного из участников сопротивления города. Вскоре Соню и Рафи берут в плен, и теперь Соник и Мэник должны спасти их. Песня: «We Need To Be Free». Эту песню исполняют только Соник и Мэник. |                                                                                     |                                   |                           |
| 11 | «Последнее прибежище» «The Last Resort»                                             | Майкл Эденс                       | 10 февраля 1999           |
| Соник, Соня и Мэник прибывают в Озёрную долину — красивый курорт с дружелюбными жителями. Там трио знакомится с тигром Страйпсом, который, похоже, заинтересован в Соне. Однако команда не знает, что для того чтобы защитить свою деревню, Страйпс вступил в сговор с Роботником, и теперь ежам грозит опасность. Песня: «Listen To Your Heart». |                                                                                     |                                   |                           |
| 12 | «Кто не спрятался, я не виноват» «Come Out Wherever You Are»                        | Бен Хёрст и Пэт Элли              | 14 февраля 1999           |
| Соня была приглашена на дебютантский бал правой рукой Роботника Бартлби. Но прежде чем официально вступить в высшее общество, она со своими братьями должна выполнить важную миссию. Песня: «Society Girl». |                                                                                     |                                   |                           |
| 13 | «Победителей не судят» «Winner Fakes All»                                           | Марк Эденс                        | 17 февраля 1999           |
| Роботник создал сверхбыстрого робота. Чтобы его лучше продемонстрировать, доктор организует гонку, победитель которой будет объявлен самым быстрым существом Мобиуса. Однако на самом деле таким образом Роботник планирует поймать Соника, зная, что тот не сможет отказаться от участия в гонке. Песня: «Built For Speed». |                                                                                     |                                   |                           |
| 14 | «Дом ежихи её крепость» «A Hedgehog’s Home is Her Castle»                           | Лен Янсон                         | 21 февраля 1999           |
| Соня получает в наследство жуткий и полуразрушенный замок, и загорается идеей превратить его в штаб-квартиру команды. Песня: «Let’s Do It To It». |                                                                                     |                                   |                           |
| 15 | «Артефакт» «Artifact»                                                               | Майкл Эденс                       | 24 февраля 1999           |
| Для того, чтобы собрать деньги на свои нужды, Роботник начинает торговлю древними артефактами из затерянного города Мобупинчу (англ. Mobupinchu). Команде удаётся украсть несколько артефактов и отдать их на экспертизу профессору Мобианского университета. Один из артефактов Мэник успевает продать, но вскоре узнаёт, что артефакты на самом деле являются бомбами. Песня: «You Can’t Own Everything». |                                                                                     |                                   |                           |
| 16 | «Укус!» «Bug!»                                                                      | Лен Янсон                         | 28 февраля 1999           |
| Группа Sonic Underground прибывает в поселение, уничтоженное его обитателями — Борцами за Свободу. Их лидер, ящер Руди, рассказывает ежам, что предыдущей ночью видел роботов-жуков Роботника, после чего на него напали его собственные друзья. Во время исследования деревни Мэника жалит жук. Из-за действия впрыснутой ему сыворотки контроля над разумом, Мэник становится рабом доктора Роботника. Песня: «Never Give Up».                                                                                                  |                                                                                     |                                   |                           |
| 17 | «Соник тоник» «Sonic Tonic»                                                         | Марк Эденс                        | 3 марта 1999              |
| Роботник на своём заводе изобрёл напиток, который помогает увеличить скорость бега и даже превзойти Соника. Песня: «The Fastest Thing Alive». Эту песню исполняют только Соня и Мэник, в то время как Соник не поёт вообще. |                                                                                     |                                   |                           |
| 18 | «Друг или враг» «Friend or Foe»                                                     | Кевин Донахью                     | 7 марта 1999              |
| В поисках своей матери трио посещает Небесный остров (англ. Floating Island). Там они встречают ехидну Наклза, жителя острова, которому Слит и Динго сообщили, что ежи решили похитить Изумруд Хаоса. Пока Наклз устраивает бой с Соником, Слит и Динго сами намереваются украсть Изумруд. Песня: «Not Always What They Seem». |                                                                                     |                                   |                           |
| 19 | «Каменый ёж» «Head Games»                                                           | Майкл Эденс                       | 10 марта 1999             |
| Королева Алина посылает своих детей на остров Спидстер (англ. Speedster), где Бартлби собирается построить курорт. Слит и Динго делают вид, что помогают ему, но на самом деле они планируют роботизировать островитян, поклоняющихся трём каменным головам, которые напоминают Соника, Соню и Мэника. Песня: «Take A Chance». |                                                                                     |                                   |                           |
| 20 | «Все дороги ведут в Рим» «When in Rome»                                             | Лен Янсон                         | 14 марта 1999             |
| Для прохождения теста на интеллект и остроумие оракул посылает ежей в другую реальность, похожую на Древний Рим, императором которой является двойник Слита. Чтобы спасти этот мир ежи должны использовать свою хитрость, стратегию и музыку, но обойтись без своих инструментов и суперскорости. Песня: «Where There’s A Will, There’s A Way». Это одна из двух песен в мультсериале, которую Sonic Underground играют не на своих собственных музыкальных инструментах (первая это «Someday»).                                  |                                                                                     |                                   |                           |
| 21 | «Сокровища короны» «The Jewel in the Crown»                                         | Марк Эденс                        | 17 марта 1999             |
| Соник, Соня и Мэник узнают о Королевском камне, благодаря которому можно проследить, где находится Алина. Им удаётся украсть его у Роботника, но команда не подозревает, что они сами могут привести злодеев к своей матери. Песня: «The Cosmic Dance». |                                                                                     |                                   |                           |
| 22 | «Три ежа и младенец» «Three Hedgehogs and a Baby»                                   | Лен Янсон                         | 21 марта 1999             |
| В Роботрополисе Соник, Соня и Мэник находят брошенного ребёнка. В то время как Соник и Соня ищут его мать, Мэник присматривает за малышом. Ребёнок кажется таким невинным, но на самом деле он является роботом, с помощью которого Роботник намеревается узнать про убежище Борцов за Свободу. Песня: «Being A Kid Is Cool». |                                                                                     |                                   |                           |
| 23 | «Дни в дюнах» «Dunes Day»                                                           | Марк Эденс                        | 24 марта 1999             |
| В пустыне Sonic Underground встречают кочевое племя во главе с лидером Ифюкэном (англ. Ifyoucan). Мэник не доверяет ему, и поэтому пытается побольше узнать о нём. Песня: «True Blue Friend». |                                                                                     |                                   |                           |
| 24 | «Мечта мумии» «Mummy Dearest»                                                       | Бен Хёрст и Пэт Элли              | 28 марта 1999             |
| Sonic Underground идёт через пустыню, держа путь в тайный храм с пророчествами о поражении Роботника. Следом за ними идут Слит и Динго. Песня: «We Are Sonic Underground». |                                                                                     |                                   |                           |
| 25 | «Ёж в железной маске» «The Hedgehog in the Iron Mask»                               | Боб Форвард                       | 31 марта 1999             |
| Соник, Соня и Мэник спасли заключенного с одной из башен Роботника. Им оказывается ёж в маске. Заключенный утверждает, что он брат-близнец королевы Алины и их дядя. Однако всё это лишь уловка Роботника. Песня: «Part Of The Problem». |                                                                                     |                                   |                           |
| 26 | «Шестеро — уже толпа» «Six is a Crowd»                                              | Лен Янсон                         | 4 апреля 1999             |
| Ежи снова посещают Оракула. Он отправляет их в другое измерение, в котором Мобиусом правят их альтернативные версии-тираны, а Роботник является лидером Борцов за Свободу. Заручившись его поддержкой, команда должна победить свои злые версии и восстановить мир в Моботрополисе. Песня: «I Can Do That For You». |                                                                                     |                                   |                           |
| 27 | «Летающая крепость» «Flying Fortress (Chaos Emerald Crisis: Part 1)»                | Марк Эденс                        | 7 апреля 1999             |
| Роботник создаёт новую летающую крепость, чтобы погубить планету. Sonic Underground подозревают, что крепость находится в воздухе благодаря Изумруду Хаоса, поэтому отправляются на Небесный остров, чтобы заручиться поддержкой Наклза. Песня: «No One Is An Island». |                                                                                     |                                   |                           |
| 28 | «Никаких ежей на острове» «No Hedgehog is an Island (Chaos Emerald Crisis: Part 2)» | Марк Эденс                        | 11 апреля 1999            |
| После похищения Изумруда Хаоса, Динго случайно разбивает его, тем самым освобождая энергию хаоса. Sonic Underground и Наклз отправляются за советом к прадеду Наклза ехидне Этфейру. Песня: «Learn To Overcome». |                                                                                     |                                   |                           |
| 29 | «Новая ехидна в городе» «New Echidna in Town (Chaos Emerald Crisis: Part 3)»        | Марк Эденс                        | 14 апреля 1999            |
| Наклз заключает сделку с Роботником для восстановления и ремонта Изумруд Хаоса до того как Мобиус будет уничтожен, но при этом ехидна должен предать ежей. После спасения своих друзей из роботизатора, Наклз и Sonic Underground должны победить Динго, который из-за энергии Изумруда превратился в страшного монстра. Песня: «The Mobius Stomp». |                                                                                     |                                   |                           |
| 30 | «Блюз свадебных колоколов» «Wedding Bell Blues»                                     | Бен Хёрст и Пэт Элли              | 18 апреля 1999            |
| Когда Роботник объявляет о своих планах жениться на королеве Алине, ежи спешат на помощь, не подозревая, что это ловушка. Песня: «When Tomorrow Comes». |                                                                                     |                                   |                           |
| 31 | «Деревенский кризис» «Country Crisis»                                               | Ларен Брайт                       | 21 апреля 1999            |
| Sonic Underground должны примирить две враждующие группы и остановить проект Роботника по строительству плотин для наводнения сельской местности. Песня: «You Play The Game» |                                                                                     |                                   |                           |
| 32 | «Стрижка в космосе» «Haircraft in Space»                                            | Трейси Бёрна                      | 25 апреля 1999            |
| Робот-парикмахер с помощью гипноза заставляет жителей раскрывать их секреты. Её жертвой также становится и Соня, открывая расположение новой базы Борцов за Свободу. Теперь команда должна постараться, чтобы эта информация не дошла до Роботника. Песня: «Don’t Be A Backstabber». |                                                                                     |                                   |                           |
| 33 | «Целитель» «Healer»                                                                 | Бен Хёрст и Пэт Элли              | 28 апреля 1999            |
| Мобианец Титус создает машину, которая может дероботизировать жителя. Роботник и его помощники решают уничтожить эту машину. Песня: «We’re the Sonic Underground» |                                                                                     |                                   |                           |
| 34 | «Выбор Сони» «Sonia’s Choice»                                                       | Бен Хёрст и Пэт Элли              | 2 мая 1999                |
| Соник и Мэник попадают в плен к Роботнику. Он решает роботизировать братьев в разных концах города. Соня, с помощью члена Борцов за Свободу Рене решается освободить их обоих. Песня: «Never Easy». |                                                                                     |                                   |                           |
| 35 | «Таяние ледников» «The Big Melt»                                                    | Лен Янсон                         | 5 мая 1999                |
| Доктор Роботник собирается растопить ледники. Прервав отпуск, ежи намереваются разрушить его планы. По пути команда встречает пингвинов, которые считают, что Соня — их королева. Песня: «Fun In the Sun». |                                                                                     |                                   |                           |
| 36 | «Спящие» «Sleepers»                                                                 | Бен Хёрст и Пэт Элли              | 9 мая 1999                |
| Роботник изобретает дротики, вызывающие сон. Ёж Мэник оказывается жертвой нового изобретения. Чтобы остановить выпуск дротиков, нужно уничтожить шахту, в которой добывается вещество, вызывающее сон. Песня: «Have It All Again». |                                                                                     |                                   |                           |
| 37 | «Бартлби пленник» «Bartleby the Prisoner»                                           | Элинор Бюрэйн-Мар и Теренс Тейлор | 12 мая 1999               |
| Бартлби находится под арестом за участие в сопротивлении. Sonic Underground приходят к нему на помощь. Песня: «Justice Callin’». |                                                                                     |                                   |                           |
| 38 | «Искусство разрушения» «The Art of Destruction»                                     | Ларен Брайт                       | 16 мая 1999               |
| Соник, Мэник и Соня встречают самого мощного робота доктора Роботника. Однако робот становится дружелюбным. Это даёт мстительному Слиту возможность уничтожить робота и ежей раз и навсегда. Песня: «The Sound Of Freedom». |                                                                                     |                                   |                           |
| 39 | «Волшебный кулон» «The Pendant»                                                     | Бен Хёрст и Пэт Элли              | 19 мая 1999               |
| После борьбы со Слитом и Динго на Изумрудном полуострове (англ. Emerald Peninsula), Соня находит волшебный кулон, из-за которого она начинает исчезать. Соник и Мэник стараются найти лекарство от этого заклинания. Песня: «Liberty’s Gonna Rock». |                                                                                     |                                   |                           |
| 40 | «Виртуальная опасность» «Virtual Danger»                                            | Бен Хёрст и Пэт Элли              | 23 мая 1999               |
| Соник и Мэник настолько привыкли к новой видеоигре, что помогают выполнению плана Сайруса по проникновению в базу Роботника. Песня: «Don’t Let Your Guard Down». |                                                                                     |                                   |                           |